# ديفيد مور (سياسي)
ديفيد مور (بالإنجليزية: David Moore)‏ هو ضابط وسياسي أمريكي، ولد في 3 يوليو 1817 في الولايات المتحدة، وتوفي في 19 يوليو 1893 في نفس البلد. حزبياً، نشط في الحزب الجمهوري. وقد انتخب عضو مجلس ولاية ميزوري.